# Пажиці (Лодзинське воєводство)
Пажиці (пол. Parzyce) — село в Польщі, у гміні Озоркув Зґерського повіту Лодзинського воєводства.
Населення — 163 особи (2011).
У 1975-1998 роках село належало до Лодзинського воєводства.

## Демографія
Демографічна структура станом на 31 березня 2011 року:
|          | Загалом | Допрацездатний вік | Працездатний вік | Постпрацездатний вік |
| -------- | ------- | ------------------ | ---------------- | -------------------- |
| Чоловіки | 70      | 12                 | 51               | 7                    |
| Жінки    | 93      | 16                 | 57               | 20                   |
| Разом    | 163     | 28                 | 108              | 27                   |